# Джингоизм
Джингои́зм (англ. jingoism) — шовинистический национализм, для которого «характерны пропаганда колониальной экспансии и разжигание национальной вражды». На практике это означает использование угроз или военной силы против других стран под предлогом защиты того, что воспринимается как национальные интересы страны (по одной из трактовок, якобы предоставленные самим Господом).

## Происхождение термина
Термин вошёл в употребление в Великобритании в период Русско-турецкой войны 1877—1878 годов, когда после отправки в турецкие воды английской эскадры для противодействия продвижению русских войск в стране резко усилились шовинистические настроения. Выражение by Jingo (клянусь Богом) служило рефреном модной в то время воинственной песенки, исполняемой Гиллбертом Макдермоттом.
Нам не нужен бой, но, ей-богу, коль случится так,

Людей найдём мы, корабли найдём и деньги для атак,

Нам биться с Мишкой не впервой, и, пока силён британский флаг,

Русским не видать Константинополя.Оригинальный текст (англ.)
We don’t want to fight but by Jingo if we do

We’ve got the ships, we’ve got the men, we’ve got the money too

We’ve fought the Bear before, and while we’re Britons true

The Russians shall not have Constantinople.

Фраза «by Jingo» — устоявшееся жаргонное выражение (предположительно, эвфемизм от «by Jesus»). Именно слова этой песни послужили основой для политического термина «джингоизм», придуманного британским политиком-радикалом того времени Джорджем Холиоком.

## Употребление

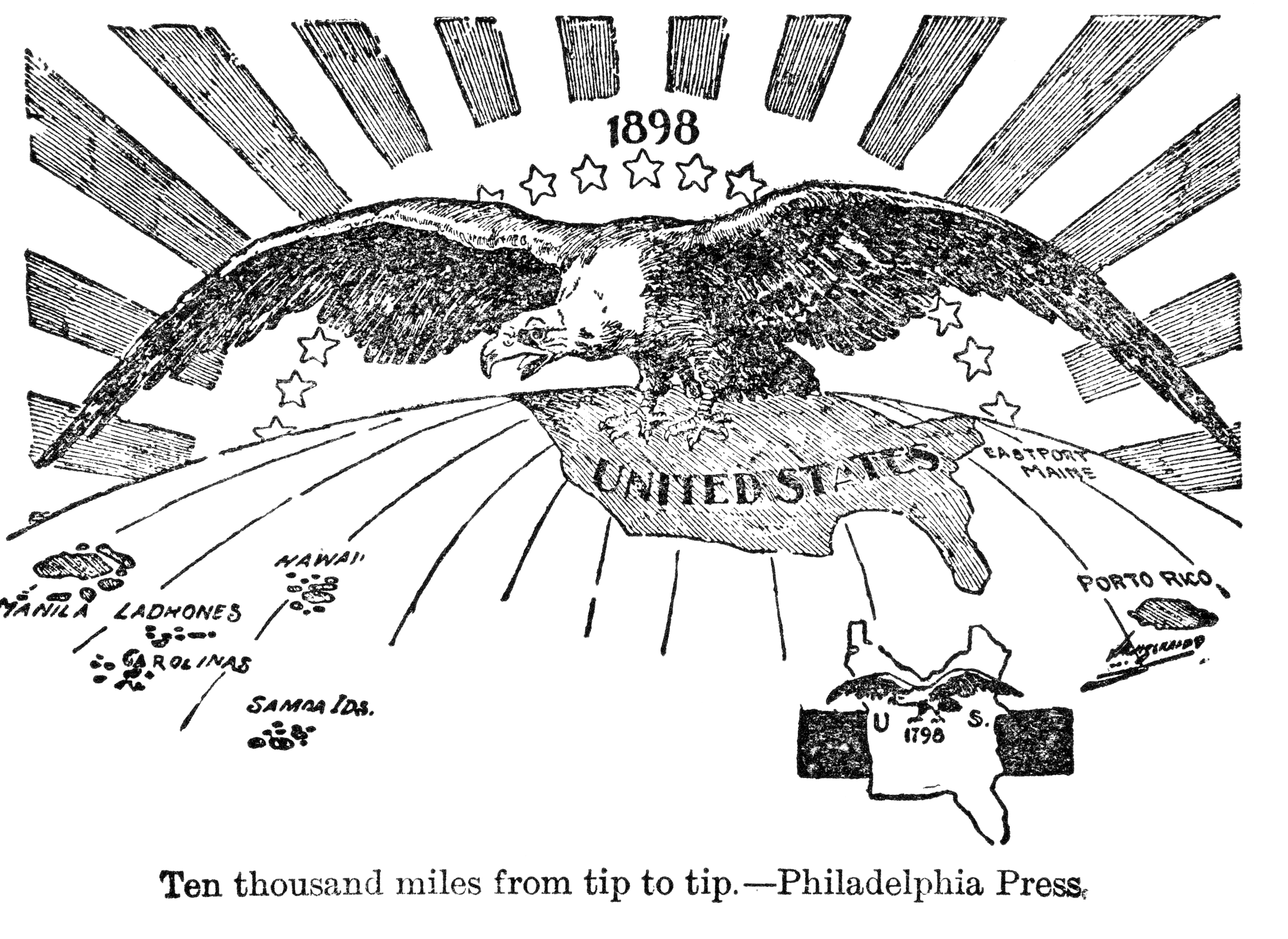
«Десять тысяч миль от края до края» — карикатура 1898 года, изображающая сферу господства США, простирающуюся от Пуэрто-Рико до Филиппин

Раннее использование этого термина было связано с внешней политикой Теодора Рузвельта, которого часто обвиняют в шовинизме. 8 октября 1895 года в интервью газете The New York Times он ответил: «Многие говорят о „джингоизме“. Если под „джингоизмом“ они подразумевают политику, в соответствии с которой американцы решительно и здраво настаивают на своих правах, которые уважают иностранные державы, тогда мы „джингоисты“».
Позднее термин всплывает в популярной культуре, в частности, при обсуждении агрессивности проиллюстрированной в некоторых голливудских фильмах. В обзоре к последнему фильму из серии «Рэмбо» Дэвид Моррелл — автор книги, по которой была снята кинолента — описал главного героя фильма как «джингоиста». «Джинго» также является названием романа Терри Пратчетта, изображающего бессмысленную войну двух великих государств из-за крохотного островка.
В русском языке термин употребляется редко, как правило, при переводе оригинальных английских текстов. Вместо него часто говорят о квасном патриотизме (ура-патриотизме), ксенофобии или шовинизме.